# 拜肖
拜肖是巴西塞阿拉州的一个市镇。总面积146.442平方公里，总人口5765人，人口密度39.4人/平方公里。